# Біла (Легницький повіт)
Біла (пол. Biała, нім. Bielau) — село в Польщі, у гміні Хойнув Легницького повіту Нижньосілезького воєводства.
Населення — 828 осіб (2011).
У 1975-1998 роках село належало до Легницького воєводства.

## Демографія
Демографічна структура станом на 31 березня 2011 року:
|          | Загалом | Допрацездатний вік | Працездатний вік | Постпрацездатний вік |
| -------- | ------- | ------------------ | ---------------- | -------------------- |
| Чоловіки | 392     | 77                 | 271              | 44                   |
| Жінки    | 436     | 71                 | 272              | 93                   |
| Разом    | 828     | 148                | 543              | 137                  |